# Strachotice
Strachotice település Csehországban, a Znojmói járásban. Strachotice Znojmo, Slup, Tasovice, Krhovice, Valtrovice és Vrbovec településekkel határos. Lakosainak száma 1019 fő (2024. január 1.).

## Népesség
A település lakosságának változását az alábbi diagram mutatja:
| Lakosok száma | 1801 | 2028 | 2061 | 1161 | 924  | 957  | 1044 | 1043 | 1012 | 1019 |
|               | 1869 | 1890 | 1921 | 1950 | 1980 | 2001 | 2017 | 2019 | 2022 | 2024 |